# Eugenio Triana
Eugenio Triana García (Saldaña, 1939 - Alicante 29 de mayo de 2019) fue un ingeniero industrial y político español, en tres ocasiones diputado al Congreso de las Cortes españolas.

## Trayectoria profesional
Ingeniero industrial, trabajó como profesor del Instituto Nacional de Administración Pública (INAP) en Madrid.  Fue uno de los padres de Internet. Director general de Telecomunicaciones en la Comisión Europea y gobernador del ICANN, asociación mundial donde se deciden los protocolos y dominios de la Red. Fue uno de los nueve gobernadores. Esta corporación está dirigida por norteamericanos, asiáticos, australiano y europeos, uno de ellos, entre 1998 y 2000, fue Triana.
Fue un gran impulsor del avance tecnológico,  desde los distintos cargos que ocupó en su larga trayectoria a nivel internacional y en los diferentes puestos en la administración española.
También era "senior partner" de la asociación mundial de ingenieros IEEE, que agrupa a más de medio millón de estos profesionales, que generan los protocolos y estándares de las distintas ramas de la ingeniería. Triana era también el único miembro de honor de AlicanTEC, presidida por el catedrático de Economía Aplicada Andrés Pedreño.

## Trayectoria política
Miembro del Partido Comunista de España (PCE) durante la dictadura franquista, abandonó el PCE en 1981 para ingresar en el Partido Socialista Obrero Español (PSOE). Con esta formación fue elegido diputado en 1982 por la circunscripción de Madrid, renovando el escaño en las dos siguientes convocatorias electorales, 1986 y 1989. Como parlamentario fue vicepresidente de La Comisión de Industria (1982-1986), y presidente de la misma después, entre 1986 y 1989. Abandonó el escaño en 1990 —donde le sustituyó Carlos Dávila Sánchez— al ser nombrado secretario general de Promoción Industrial y Tecnológica del ministerio de Industria y Energía, siendo ministro José Claudio Aranzadi, puesto en el que cesó en julio de 1994, con el ministerio de Juan Manuel Eguiagaray.
Casado con la  escritora licenciada en Ciencias Exactas por la Universidad de Barcelona Susana Mataix. 

## Obras
Fue autor de diversos artículos en revistas especializadas sobre economía, política tecnológica y política industrial, y coautor en tres libros colectivos:
- Eugenio Triana; VV.AA. (1996). «Desarrollo tecnológico y marco regulador europeo en la sociedad de la información».  En Salomé Martínez Aparicio; Miguel Jiménez Aleixandre, eds. Autopistas de la información. ISBN 84-89365-95-4.
- —; VV.AA. (1994). «Nuevas políticas sectoriales ante la crisis económica».  En Alfonso Guerra; Abel Caballero Alvarez; José Félix Tezanos Tortajada, eds. La socialdemocracia ante la economía de los años noventa. Madrid. ISBN 84-86497-30-2.
- —; VV.AA. (1981). «El futuro de la empresa pública». I Jornadas de Estudios Socio-Económicos de las Comunidades Autónomas: Sevilla del 16 al 19 de abril de 1980. vol. 2. ISBN 84-338-0182-1.